# Arrondissement Nyons
Nyons is een arrondissement van het Franse departement Drôme in de regio Auvergne-Rhône-Alpes. De onderprefectuur is Nyons.

## Kantons
Het arrondissement was tot 2014 samengesteld uit de volgende kantons:
- kanton Buis-les-Baronnies
- kanton Dieulefit
- kanton Grignan
- kanton Marsanne
- Kanton Montélimar-1
- Kanton Montélimar-2
- kanton Nyons
- kanton Pierrelatte
- kanton Rémuzat
- kanton Saint-Paul-Trois-Châteaux
- kanton Séderon

Na de herindeling van de kantons bij decreet van 20 februari 2014, met uitwerking op 22 maart 2015, omvat het volgende kantons:
- kanton Dieulefit ( deels 31/44 )
- kanton Grignan
- kanton Montélimar-1
- kanton Montélimar-2
- kanton Nyons et Baronnies
- kanton Le Tricastin